# Thomas Greaves (Orientalist)
Thomas Greaves (* 1611 in Colemore, Hampshire; † 22. Mai 1676 in Weldon, Northamptonshire) war ein englischer Orientalist.

## Leben
Thomas Greaves war der dritte von vier Söhnen des Pastors John Greaves (1579–1617) und dessen Gattin Sara Greaves († 1640). Seine drei Brüder waren der Mathematiker und Antiquar John Greaves, der Geistliche Nicholas Greaves und der Arzt Edward Greaves. Für seine frühe Ausbildung besuchte Thomas Greaves, dessen Äußeres unansehnlich gewesen sein soll, die Charterhouse School. In der Folge widmete er sich der Theologie und begann im März 1627 seine Studien im Corpus Christi College (Oxford). Nachdem er sich in seiner Disziplin umfassende Kenntnisse verschafft hatte, wurde er 1636 Fellow dieses Colleges und im folgenden Jahr während der Abwesenheit des berühmten Orientalisten Edward Pococke zum  stellvertretenden Dozent der arabischen Sprache ernannt. 1641 erlangte er den akademischen Grad eines Bachelors der Theologie.
Zuerst erhielt Greaves eine Pfarrei zu Dunsby nahe Sleaford in Lincolnshire und dann in den letzten Jahren vor der Stuart-Restauration eine andere in der Nähe Londons. 1648 machte er eine eidliche Aussage zugunsten seines Bruders John Greaves, als dieser aus seiner Professur am Merton College entlassen wurde. 1661 avancierte er zum Doktor der Theologie. Im Oktober 1666 wurde er mit einer Pfründe der Kathedrale von Peterborough bedacht. Damals war er auch Pfarrer von Benefield in Northamptonshire. Diesen Posten musste er einige Jahre vor seinem Tod wieder aufgeben, da seine Gemeindemitglieder mit ihm unzufrieden waren, weil er trotz seiner Gelehrsamkeit aufgrund einer Sprachstörung keine erträgliche Predigt mehr halten konnte. In seinen letzten Lebensjahren zog er sich nach Weldon in Northamptonshire zurück, wo er ein Gut erworben hatte, und starb hier am 22. Mai 1676 im Alter von etwa 65 Jahren. Beigesetzt wurde er im Chor der Kirche von Weldon.
Greaves hatte, auch nachdem er nicht mehr als Lehrer wirkte, seine Studien in der orientalischen Literatur fortgesetzt und mit berühmten Gelehrten dieses Fachs, u. a. John Selden, Richard Baxter und Abraham Wheelocke, einen seine wissenschaftlichen Arbeiten und Pläne betreffenden Briefwechsel unterhalten. Seine Rede über die Vorzüglichkeit und den Nutzen der arabischen Sprache (De linguae Arabicae utilitate et praestantia oratio), die er während seines Lehramts am 19. Juli 1637 in Oxford gehalten hatte (publiziert 1639), wurde als Muster eines ebenso gelehrten als klugen Vortrags gerühmt. Seine gründliche Kenntnis der persischen Sprache beweisen seine in dieser Sprache geschriebenen und von Samuel Clarke ins Lateinische übersetzten Anmerkungen zu der persischen Übersetzung des Pentateuchs und der Evangelien im sechsten Band der von Brian Walton herausgegebenen Polyglotte (London 1657). Er hatte auch die Absicht, ein ausführliches Werk über den Koran zur Widerlegung der Dogmen und der Moral der Muslime zu verfassen, wurde aber an der Ausführung durch mancherlei Berufsarbeiten verhindert.

## Schriften
- De linguae Arabicae utilitate et praestantia oratio Oxonii habita Iul. 19. 1637. a Thoma Greaves Coll. Corp. Christi Socio. Oxford: Leonard Lichfield, 1639
- A Brief Summe of Christian Religion. London 1656 (Digitalisat)
- Annotationes quaedam in Persicam interpretationem Evangeliorum. — in Biblia sacra polyglotta, Bd. 6. London: Thomas Roycroft, 1657 (Digitalisat)